# Ablabera advena
Ablabera advena är en skalbaggsart som beskrevs av Gyllenhall 1817. Ablabera advena ingår i släktet Ablabera och familjen Melolonthidae. Inga underarter finns listade i Catalogue of Life.